# Cinzia Sasso
Cinzia Sasso (Venezia, 25 agosto 1956) è una giornalista italiana.

## Biografia
È laureata in Scienze politiche internazionali all'Università degli Studi di Padova. Giornalista professionista dal 1982, comincia a lavorare nei giornali locali veneti del Gruppo Editoriale L'Espresso: Il Mattino di Padova, La Tribuna di Treviso e la Nuova Venezia ed è corrispondente dal Veneto per La Stampa.
Nel 1985 arriva alla redazione milanese della Repubblica, dove a lungo si occupa di cronaca e politica giudiziaria, poi di donne e carriera, lavorandovi come inviata fino al 2012 e poi come collaboratrice esterna. Nel 2015, per D La Repubblica, realizza il progetto "Tutti i volti delle donne".
Dal 2014 al 2016 è stata Presidente dell'associazione Il Gomitolo Rosa. Nell'ottobre 2017 ha dato vita a ApritiModa, una manifestazione che ha aperto per la prima volta al pubblico i più importanti atelier italiani, creando una comunicazione diretta tra chi crea, chi produce la moda e chi vive la città.
Per un periodo moglie del collega Giovanni Cerruti, ha da lui avuto il figlio Francesco Cerruti, nato a Milano nel 1988. Dopo una convivenza di vent'anni, ha sposato l'avvocato e politico Giuliano Pisapia, con un matrimonio civile celebrato a Venezia, nel Palazzo Cavalli, il 9 aprile 2011.

## Premi
- Nel 2007 ha ricevuto il premio giornalistico Maria Grazia Cutuli.[3]
- Nel 2015 ha ricevuto il premio WomenMedia[4], assegnato dell'Associazione Women&Technologies che premia le donne che si sono distinte nelle varie professioni.
- Nel 2017 ha ricevuto la Stella al merito sociale, riconoscimento assegnato dall'Associazione Cultura&Solidarietà.

## Opere
- I saccheggiatori. [Milano: facevano i politici, ma erano dei ladri], con Giuseppe Turani, Milano, Sperling & Kupfer, 1992. ISBN 88-200-1466-1.
- Donne che amano il lavoro e la vita. La via femminile al successo, Milano, Sperling & Kupfer, 2002. ISBN 88-200-3378-X.
- Un'ora sola io vorrei, con Susanna Zucchelli, Milano, Sperling paperback, 2005. ISBN 88-8274-815-4.
- Là dove c'era...ora c'è. Alla scoperta della città che cambia volto, autori vari, Milano, Edizioni Meneghine, 2012. ISBN 978-88-7955-271-4.
- Moglie, Novara, UTET, 2016. ISBN 978-88-511-4243-8.